# 维莱尔斯拉维尔
维莱尔斯拉维尔（法語：Villers-la-Ville，法語發音：[vilɛʁs la vil] ⓘ）是比利时瓦隆大区瓦隆布拉班特省的一个市镇，南与埃諾省接壤，是比利时法语社群的一部分，面积47.45平方千米，人口10,713人（2018年1月1日）。